# Брюль, Фридрих Вильгельм фон
Граф (с 1738) Фридрих Вильгельм фон Брюль (нем. Friedrich Wilhelm von Brühl; 4 февраля 1699 — 26 августа 1760, Дрезден) — саксонский дипломат и государственный деятель, андреевский и александровский кавалер (1743).

## Биография
Родился в 1699 году в поместье Ганглофзёммерн в семье саксен-вейсенфельсскоготайного советника Ганса Морица фон Брюля. Его младшим братом был саксонский премьер-министр Генрих фон Брюль, а старшим — обер-шталмейстер Иоганн Адольф фон Брюль.
Сделал успешную карьеру при дворе курфюрста Саксонии Фридриха Августа II, который был также польским королём (под именем Август III). В 1738 году, за заслуги младшего брата и одновременно с ним, получил от короля графский титул.
В 1743 году был удостоен высшего русского орден Андрея Первозванного, в комплекте с которым производилось награждение орденом Александра Невского.
Скончался в 1760 году и был похоронен во Фрауэнкирхе в Дрездене рядом с братом, Иоганном Адольфом фон Брюлем.